# Kristers Dardzāns
Kristers Dardzāns (ur. 9 października 2001 w Koknese) – łotewski siatkarz, grający na pozycji atakującego, reprezentant Łotwy. 

## Przebieg kariery
| Siatkarz  | Siatkarz                 | Siatkarz                 | Siatkarz                 | Siatkarz                 | Siatkarz                 | Siatkarz                 | Siatkarz                 | Siatkarz                 | Siatkarz                 | Siatkarz                 |                          |
| Lata      | Klub                     | Klub                     | Klub                     | Klub                     | Klub                     | Klub                     | Klub                     | Klub                     | Klub                     | Klub                     | Klub                     |
| --------- | ------------------------ | ------------------------ | ------------------------ | ------------------------ | ------------------------ | ------------------------ | ------------------------ | ------------------------ | ------------------------ | ------------------------ | ------------------------ |
| 2017–2021 | SK Jēkabpils Lūši        | SK Jēkabpils Lūši        | SK Jēkabpils Lūši        | SK Jēkabpils Lūši        | SK Jēkabpils Lūši        | SK Jēkabpils Lūši        | SK Jēkabpils Lūši        | SK Jēkabpils Lūši        | SK Jēkabpils Lūši        | SK Jēkabpils Lūši        | SK Jēkabpils Lūši        |
| 2021–2022 | Sir Safety Conad Perugia | Sir Safety Conad Perugia | Sir Safety Conad Perugia | Sir Safety Conad Perugia | Sir Safety Conad Perugia | Sir Safety Conad Perugia | Sir Safety Conad Perugia | Sir Safety Conad Perugia | Sir Safety Conad Perugia | Sir Safety Conad Perugia | Sir Safety Conad Perugia |
| 2022–2023 | Hurrikaani-Loimaa        | Hurrikaani-Loimaa        | Hurrikaani-Loimaa        | Hurrikaani-Loimaa        | Hurrikaani-Loimaa        | Hurrikaani-Loimaa        | Hurrikaani-Loimaa        | Hurrikaani-Loimaa        | Hurrikaani-Loimaa        | Hurrikaani-Loimaa        | Hurrikaani-Loimaa        |
| 2023–2024 | Barkom-Każany Lwów       | Barkom-Każany Lwów       | Barkom-Każany Lwów       | Barkom-Każany Lwów       | Barkom-Każany Lwów       | Barkom-Każany Lwów       | Barkom-Każany Lwów       | Barkom-Każany Lwów       | Barkom-Każany Lwów       | Barkom-Każany Lwów       | Barkom-Każany Lwów       |
| 2024–     | Kubota Spears Osaka      | Kubota Spears Osaka      | Kubota Spears Osaka      | Kubota Spears Osaka      | Kubota Spears Osaka      | Kubota Spears Osaka      | Kubota Spears Osaka      | Kubota Spears Osaka      | Kubota Spears Osaka      | Kubota Spears Osaka      | Kubota Spears Osaka      |

## Sukcesy klubowe
Puchar Łotwy:
- 2017, 2018

Liga bałtycka:
- 2018, 2021

Liga łotewska:
- 2018, 2019, 2021

Puchar Włoch:
- 2022

Liga włoska:
- 2022

## Sukcesy reprezentacyjne
Srebrna Liga Europejska:
- 2023[3]